# Jenny Lind-stipendiet
Denna sida handlar om det av Kungliga Musikaliska Akademien sedan 1965 utdelade Jenny Lind-stipendiet. För Konstakademiens resestipendium, se Jenny Linds resestipendium.
Jenny Lind-stipendiet är ett var ett stipendium som sedan 1965 delas ut till en ung sångstuderande. Stipendiet instiftades 1965 av Folkets Hus och Parker och på 1970-talet sammanslogs Jenny Lind-stipendiet med det av Kungliga Musikaliska Akademiens förvaltade medel ur Jenny Linds stipendiefond. Stipendiet är på 40 000 kronor och stipendiaten får även en "Jenny Lind-klänning". I stipendiet ingår också att framträda på konsertturnéer i Sverige och USA.
I USA utses årligen en amerikansk Jenny Lind-stipendiat och den vinnande sångerskan får på motsvarande vis göra en konsertturné i USA och Sverige.
Jenny Lind-stipendiet var ursprungligen en annan stipendiefond, instiftad 1862, som utdelades enbart av Kungliga Musikaliska Akademien. 
I februari 2019 meddelades att det, av ekonomiska skäl, inte skulle delas ut något stipendium 2019. År 2023 meddelade Folkets Hus och Parker att de av ekonomiska skäl delat ut stipendiet för sista gången. Kungliga Musikaliska Akademien meddelade att de hoppades kunna återuppta stipendiet med nya samarbetspartners.

## Stipendiater
- 1965 – Birgitta Halstensson, Arvika
- 1966 – Karin Mang-Habashi, Stockholm
- 1967 – Britt Marie Aruhn, Upplands Väsby
- 1968 – Ingegärd Käll, Malmö
- 1969 – Margareta Jonth, Uppsala
- 1970 – Sylvia Härwell, Arvika
- 1971 – Anita Soldh, Vikarbyn
- 1972 – Ingrid Ståhlne, Växjö
- 1973 – Anette Stridh, Karlskoga
- 1974 – Synnöve Dellqvist, Karlskrona
- 1975 – Ann-Christin Löwgren, Enköping
- 1976 – Siw-Marie Andersson, Örebro
- 1977 – Gunnel Bohman, Stockholm
- 1978 – Ann Allvin, Linköping
- 1979 – Eva Mannerstedt, Stockholm
- 1980 – Åsa Möckle, Stockholm
- 1981 – Lena Hoel, Uddevalla
- 1982 – Gunilla Holmberg, Torsby
- 1983 – Amelie Fleetwood, Odensviholm
- 1984 – Elisabeth Berg, Luleå
- 1985 – Katarina Pilotti, Ludvika
- 1986 – Ann-Christine Larsson, Vreta Kloster
- 1987 – Charlotta Huldt, Helsingborg
- 1988 – Maria Lafveskans, Tingsryd
- 1989 – Jeanette Bjurling, Västerås
- 1990 – Ann-Christine Göransson, Lidköping
- 1991 – Susanna Levonen, Stockholm
- 1992 – Jeanette Köhn, Stockholm
- 1993 – Henriette Indahl, Stockholm
- 1994 – Carin Zander, Vrena
- 1995 – Camilla Tilling, Göteborg
- 1996 – Kristina Hansson, Delsbo
- 1997 – Malin Byström, Lidingö
- 1998 – Marika Schönberg, Stockholm
- 1999 – Elin Carlsson, Katrineholm
- 2000 – Elisabet Strid, Malmö
- 2002 – Merete Meyer, Fredrikstad, Norge
- 2003 – Ulrika Mjörndal, Grönskåra
- 2004 – Mariann Fjeld Olsen, Mjöndalen
- 2005 – Mia Karlsson, Gantarås, Töllsjö
- 2006 – Malin Nilsson, Helsingborg
- 2007 – Paulina Pfeiffer, Upplands Väsby
- 2008 – Susanna Stern, Linköping
- 2009 – Eva-Lotta Ohlsson, Göteborg
- 2010 – Astrid Robillard, Härnösand
- 2011 – Rebecca Rasmussen, Stockholm
- 2012 – Josefine Andersson, Stockholm
- 2013 – Magdalena Risberg, Stockholm
- 2014 – Christina Nilsson, Ystad
- 2015 – Sara SwietHlicki, Lund
- 2016 – Karin Osbeck, Stockholm
- 2017 – Ylva Stenberg, Arvika
- 2018 – Kine Sandtrø, Stockholm
- 2019 – Utdelades ej
- 2020 – Tessan-Maria Lehmussari, Stockholm[5]
- 2023 – Josefine Mindus, Berlin
- 2024 – Utdelades ej